# David Edgar (futbolista)
David Edward Edgar (Kitchener, Ontario, 19 de mayo de 1987) es un exfutbolista canadiense que jugaba de defensa.
Representó a Canadá en categorías inferiores y absoluta. Participó con la selección sub-20 de ese país en la Copa Mundial de Fútbol Sub-20 de 2007. Debutó para la selección absoluta el 9 de febrero de 2011.

## Biografía
Edgar nació en Kitchener, Ontario, hijo de Eddie Edgar y Christine Edgar (née White). Su padre, originario de Jarrow, Tyne y Wear, fue un futbolista profesional que jugó para Newcastle United y Hartlepool United en Inglaterra al igual que para el New York Cosmos. Su madre actualmente es profesora en Canadá. Edgar creció en Kitchener y asistió a la Blessed Kateri Catholic Elementary School, en donde rompió varios récords atléticos, incluyendo los 800 m, 1500 m y el salto largo. También ganó el premio de atleta del año en octavo. Como un niño obsesionado con los deportes, Edgar probó con varios deportes como el hockey sobre hielo, carrera de corta y larga distancia y fútbol.
Cuando Edgar tenía nueve años, su padre lo llevó a Inglaterra para que compita en un campeonato de fútbol auspiciado por Manchester United. Edgar causó una buena impresión en el torneo y el Manchester United le ofreció una beca. No obstante rechazó la oportunidad, eligiendo quedarse en Canadá por el momento. También era excelente jugador de hockey e incluso se consideró que tenía potencial de ser incluido en el draft de la NHL. Desde los 11 años comenzó a jugar al fútbol a nivel provincial para Ontario, junto con su futuro compañero a nivel internacional Jaime Peters. Continuó dividiendo su tiempo entre el fútbol y el hockey, pero finalmente decidió abandonar el hockey y  dedicarse exclusivamente al fútbol a sus 13 años. Luego de tener excelentes periodos de prueba con varios equipos de fútbol, entre ellos el Celtic, recibió una oferta en la academia del Newcastle United, la cual aceptó. Dejó Canadá a sus 14 años y se mudó a la casa de su abuela en Hebburn, Tyne y Wear.
En agosto de 2019 regresó a Canadá para jugar con el Forge F. C. en la Canadian Premier League. Ese sería su último equipo, retirándose al finalizar el año 2020.